# Береговое (Житомирская область)
Береговое (укр. Берегове) — село на Украине, находится в Звягельском районе  Житомирской области.
Население по переписи 2001 года составляет 122 человека. Почтовый индекс — 11722. Телефонный код — 4141. Занимает площадь 0,612 км².

## Адрес местного совета
11725, Житомирская обл., Звягельский район, с. Чижовка, ул. Шевченко, 9